# غولوفتشينو
غولوفتشينو (بالروسية: Головчино) هي مدينة في مقاطعة بيلغورود أوبلاست في روسيا.